# Michałkowice (Jankowice)
Michałkowice – część wsi Jankowice w Polsce położona w województwie śląskim, w powiecie rybnickim, w gminie Świerklany.
W latach 1975–1998 miejscowość administracyjnie należała do województwa katowickiego.